# Segestidea punctipennis
Segestidea punctipennis är en insektsart som beskrevs av Bolívar, I. 1903. Segestidea punctipennis ingår i släktet Segestidea och familjen vårtbitare. Inga underarter finns listade i Catalogue of Life.